# Experimental Advanced Superconducting Tokamak

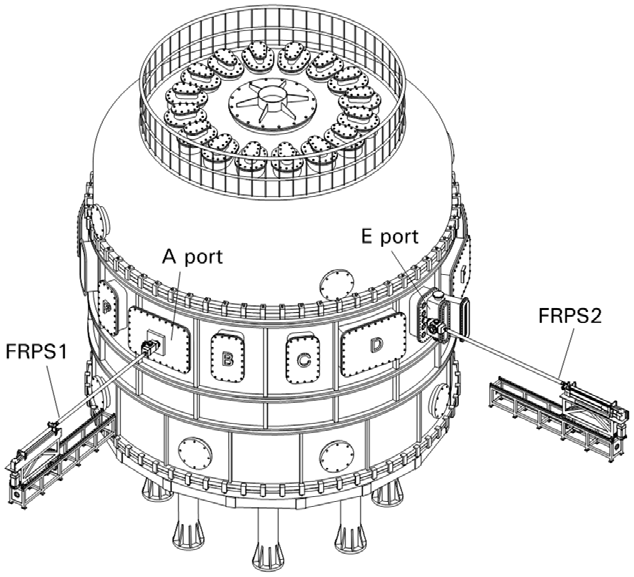
Technische Skizze von EAST

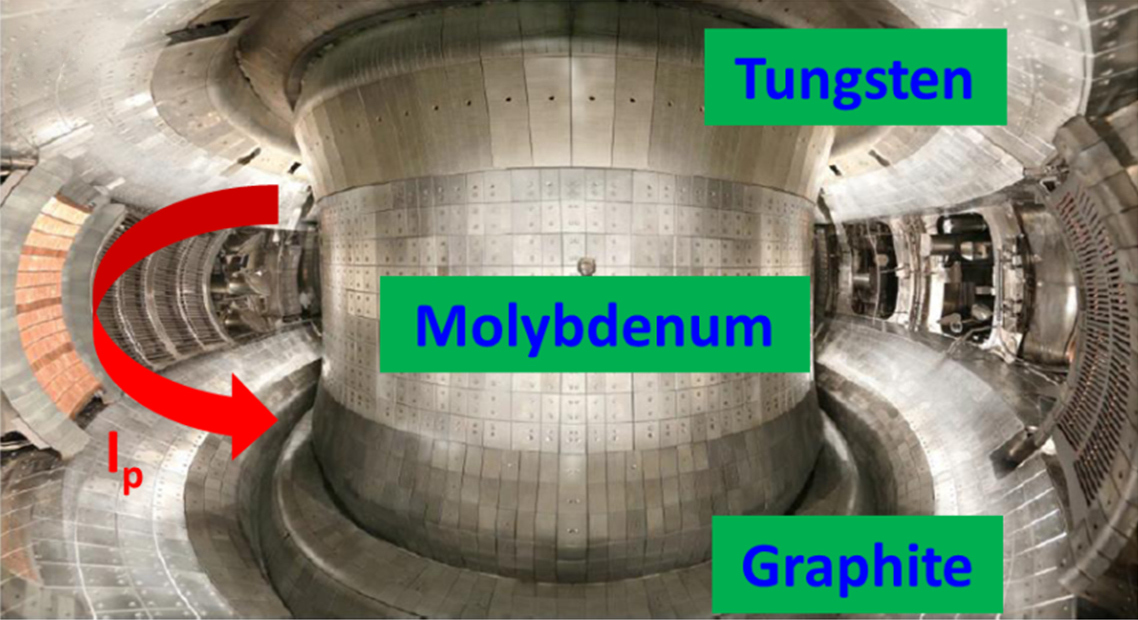
Innenseite des Plasmagefäßes

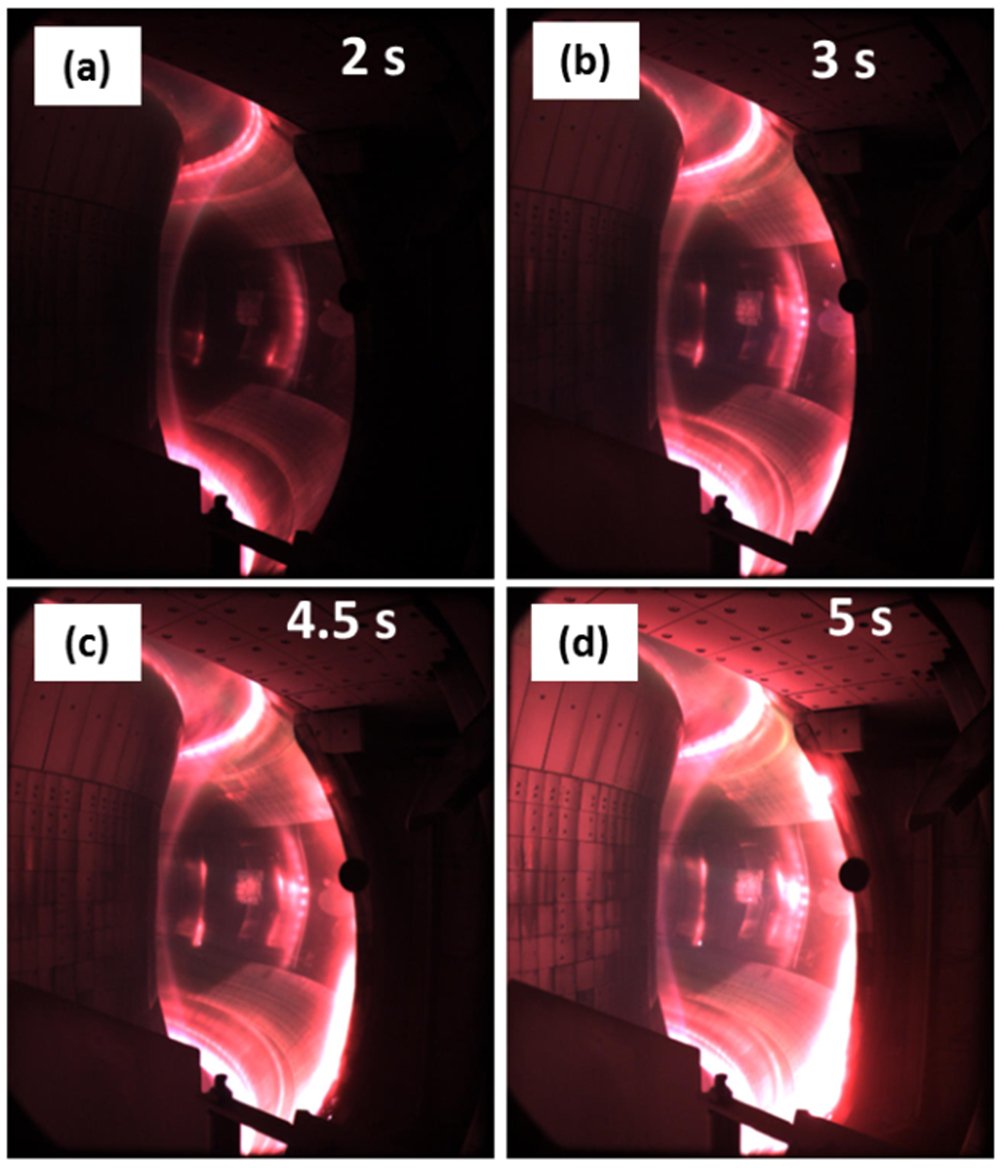
Plasma in EAST

Der Experimental Advanced Superconducting Tokamak (kurz: EAST, interne Projektbezeichnung: HT-7U, chinesisch 先进实验超导托卡马克实验装置) ist ein experimenteller supraleitender Kernfusionsreaktor vom Tokamak-Typ in Hefei, China. Das Projekt wird vom Institut für Plasmaphysik der Chinesischen Akademie der Wissenschaften geleitet. Der Reaktor ist eine Weiterentwicklung von Chinas erstem, gemeinsam mit Russland zu Beginn der 1990er gebauten, Reaktor HT-7 – ebenfalls ein supraleitender Tokamak.
Der Bau des Reaktors begann 1998, der Betrieb mit zunächst nur sieben Megawatt Heizleistung 2006. Mit dem Abkühlen der supraleitenden Magnetspulen, deren Magnetfelder das Plasma einschließen, hatte man im August 2006 begonnen. Der erste erzeugte Plasmapuls im September hatte eine Dauer von 1,2 Sekunden. Die Baukosten betrugen bis dahin lediglich 300 Millionen Yuan (ca. 30 Millionen Euro). Stand 2023 beträgt die Heizleistung 32 MW. Ein weiterer Ausbau ist vorgesehen. In seinen technischen Daten ähnelt EAST dem deutschen ASDEX Upgrade-Reaktor, kann jedoch mit supraleitenden Spulen stationär betrieben werden. Damit eignet er sich gut zur Untersuchung von Plasma-Wand-Wechselwirkungen. Der Divertor hat, wie ITER, eine Oberfläche aus Wolfram.
Am 3. Juli 2017 gelang es, ein H-Mode-Plasma für über 100 Sekunden bei ~50 Millionen Kelvin aufrechtzuerhalten. Im Mai 2020 wurden ähnlich lang 120 Millionen sowie 160 Millionen Kelvin über 20 Sekunden erreicht. Im Januar 2023 wurde die Entdeckung eines neuen, Super-I-Mode genannten Betriebsbereichs veröffentlicht, der im Inneren des Plasmarings die guten Energie-Einschlussbedingungen des H-Modes aufweist, außen die flach auslaufende Dichte und die Stabilität des L-Modes: Über 17 Minuten wurde Elektronen- und Ionentemperaturen von 70 bzw. 8 Millionen Kelvin gehalten, ohne dass ELMs aufgetreten wären. Dabei konnte die Belastung der Divertoren mit 3 MW/m2 relativ gering gehalten werden, auch weil über die Hälfte der Deuterium-Pumpleistung durch Getterung an der ersten Wand passierte: Dazu wurde kontinuierlich (1,3 mg/s) Lithium-Pulver dosiert.
Am 20. Januar 2025 wurde ein Langpuls-High-Confinement Mode-Plasma bei über 100 Millionen Kelvin fast 18 Minuten lang aufrechterhalten und damit ein neuer Weltrekord für den Betrieb von Hochdruckplasma in einem Tokamak-Gerät aufgestellt.

## Technische Daten
| Parameter                                   | Größe    |
| ------------------------------------------- | -------- |
| Toroidales Feld, Bθ                         | 3,5 T    |
| Plasmastrom, IP                             | 1 MA     |
| Großer Radius, R0                           | 1,85 m   |
| Kleiner Radius, a0                          | 0,45 m   |
| Seitenverhältnis, R0/a0                     | 4-4,5    |
| Elongation, κ                               | 1,6–2    |
| Triangularität, δ                           | 0,6–0,8  |
| Ion cyclotron resonance heating (ICRH)      | 12 MW    |
| Lower hybrid current drive (LHCD)           | 10 MW    |
| Electron cyclotron resonance heating (ECRH) | 2 MW     |
| Neutral beam injection (NBI)                | 8 MW     |
| Divertor-Leistungsdichte                    | 10 MW/m2 |
| Pulsdauer                                   | 1–1000 s |